# MVP de las Finales de la WNBA
El premio MVP de la Finales de la WNBA (WNBA Finals Most Valuable Player Award) es un premio anual otorgado por la Asociación Nacional de Baloncesto Femenina (Women's National Basketball Association) o (WNBA) otorgado desde la temporada inaugural de la liga.
Durante los primeros cuatro años de existencia de la liga, las Houston Comets reinó. Con cada campeonato de las Comets, Cynthia Cooper fue nombrado MVP de las Finales. Como máxima anotadora del equipo, Cooper, junto con Tina Thompson y Sheryl Swoopes, llevaron a Houston a cuatro campeonatos de la WNBA consecutivos. 
En 2001, la dinastía de las Comets terminó a manos de Los Angeles Sparks. Las Sparks ganaron un back-to-back, y el centro dominante Lisa Leslie fue coronado como la MVP de las finales ambos años. 
A partir de 2003 hasta el presente, ha habido un ganador diferente en cada temporada. Esto es principalmente porque el único equipo en ganar múltiples campeonatos en ese intervalo de tiempo fue el Detroit Shock. Con el choque, Ruth Riley, Deanna Nolan y Katie Smith ganaron el premio de MVP de las Finales.

## Ganadoras
| Año  | Jugadora            | Nacionalidad         | Equipo              |
| ---- | ------------------- | -------------------- | ------------------- |
| 1997 | Cynthia Cooper      | Estados Unidos       | Houston Comets      |
| 1998 | Cynthia Cooper (2)  | Estados Unidos       | Houston Comets      |
| 1999 | Cynthia Cooper (3)  | Estados Unidos       | Houston Comets      |
| 2000 | Cynthia Cooper (4)  | Estados Unidos       | Houston Comets      |
| 2001 | Lisa Leslie         | Estados Unidos       | Los Angeles Sparks  |
| 2002 | Lisa Leslie (2)     | Estados Unidos       | Los Angeles Sparks  |
| 2003 | Ruth Riley          | Estados Unidos       | Detroit Shock       |
| 2004 | Betty Lennox        | Estados Unidos       | Seattle Storm       |
| 2005 | Yolanda Griffith    | Estados Unidos       | Sacramento Monarchs |
| 2006 | Deanna Nolan        | Estados Unidos       | Detroit Shock       |
| 2007 | Cappie Pondexter    | Estados Unidos       | Phoenix Mercury     |
| 2008 | Katie Smith         | Estados Unidos       | Detroit Shock       |
| 2009 | Diana Taurasi       | Estados Unidos       | Phoenix Mercury     |
| 2010 | Lauren Jackson      | Australia            | Seattle Storm       |
| 2011 | Seimone Augustus    | Estados Unidos       | Minnesota Lynx      |
| 2012 | Tamika Catchings    | Estados Unidos       | Indiana Fever       |
| 2013 | Maya Moore          | Estados Unidos       | Minnesota Lynx      |
| 2014 | Diana Taurasi (2)   | Estados Unidos       | Phoenix Mercury     |
| 2015 | Sylvia Fowles       | Estados Unidos       | Minnesota Lynx      |
| 2016 | Candace Parker      | Estados Unidos       | Los Angeles Sparks  |
| 2017 | Sylvia Fowles (2)   | Estados Unidos       | Minnesota Lynx      |
| 2018 | Breanna Stewart     | Estados Unidos       | Seattle Storm       |
| 2019 | Emma Meesseman      | Bélgica              | Washington Mystics  |
| 2020 | Breanna Stewart (2) | Estados Unidos       | Seattle Storm (4)   |
| 2021 | Kahleah Copper      | Estados Unidos       | Chicago Sky         |
| 2022 | Chelsea Gray        | Estados Unidos       | Las Vegas Aces      |
| 2023 | A'ja Wilson         | Estados Unidos       | Las Vegas Aces (2)  |
| 2024 | Jonquel Jones       | Bosnia y Herzegovina | New York Liberty    |